# FK Ohrid
FK Ohrid (maced. ФК Охрид 2004) – północnomacedoński klub piłkarski z Ochrydy.

## Historia
Chronologia nazw:
- 1921–1946: OSK 1921 Ohrid
- 1946–200?: FK Ohrid
- od 2004: FK Ohrid 2004

Klub został założony w 1921 roku jako OSK 1921 Ohrid. Uczestniczył w rozgrywkach lokalnych mistrzostw Jugosławii. W 1946 kluby Jugoslaven Ohrid, Gradanski Ohrid, Persanec Ohrid i Ohridski Branovi połączyły się w jedyny klub FK Ohrid. Po proklamacji niepodległości Macedonii klub startował w mistrzostwach Macedonii. W 1994 debiutował w I lidze, ale po sezonie 1995/96 zajął 13.miejsce i spadł do II ligi. W 2004 klub został reaktywowany pod nazwą FK Ohrid 2004. W sezonie 2010/11 zajął 2. miejsce w II lidze i powrócił do I ligi.

## Sukcesy
- Prwa Fudbalska Liga:
  - 8.miejsce (1): 1995
- Puchar Macedonii:
  - 1/8 finalista (2): 2009, 2010

## Stadion
Stadion Biljanini Izvori w Ochrydzie może pomieścić 3,000 widzów.